# Lophonotacarus minutus
Lophonotacarus minutus (лат.) — вид панцирных клещей (Oribatida), единственный в составе рода Lophonotacarus и семейства Lophonotacaridae из клады Astigmata отряда Саркоптиформные клещи. Африка: ЮАР (Transkei, District Lusikisiki, Mouth of Riv. Mzimhlava).

## Описание
Очень мелкие клещи (длина идиосомы голотипа самки 237 мкм, ширина 144 мкм; другие самки и самцы ещё меньше). От близких групп отличаются следующими признаками: хорошо склеротизированные клещи с передним и боковым краями, усиленными склеротизированной полосой; тегмен и сеюгальная борозда отсутствуют; на дорзуме 4 продольные хитиновые мембраны, образующие гребни. Отсутствие полового диморфизма. Анус расположен близко к генитальной области. У самцов отсутствуют аданальные и тарзальные присоски. Ноги относительно длинные и узкие, голени значительно длиннее голеней. Все ноги несут мембранозный амбулакрум, содержащий коготь, последний полностью погружён в амбулакрум, за исключением апикального крючка, который свободен. Хетотаксия лапок редуцирована. Волоски тела очень мелкие, кроме vi листовидные и крупные, а /2 и d3 сильные и длинные. Щетинки ve и sec e отсутствуют. Самка имеет только 3 пары анальных волосков. Масляные железы и орган Гранжана не обнаружены. Ассоциированы с многоножками из семейства сверташки (Glomeridae, Diplopoda).

## Классификация
Вид был впервые описан в 1987 году бельгийским акарологом и паразитологом Алексом Фейном (1912–2009) и выделен в отдельные род Lophonotacarus и семейство Lophonotacaridae Fain, 1987. Семейство включают в надсемейство Canestrinioidea.